# Io ci sarò (883)
Io ci sarò è un singolo degli 883, pubblicato nel 1998 come il primo estratto dalla raccolta di successi della band Gli anni. Con questa canzone gli 883 parteciparono al Festivalbar 1998.
Il brano è stato inserito anche negli album successivi Mille grazie (2000), Love/Life (2002), TuttoMax (2005) e Le canzoni alla radio (2017).

## Il brano
È l'unico inedito estratto dalla raccolta Gli anni e fu eseguito nel concerto degli 883 svoltosi il 21 luglio 1998 alla Piazza del Duomo di Milano, da cui venne ricavato il videoclip ufficiale.
Hanno usato la stessa esibizione per la sigla finale dell'unico film degli 883 "Jolly Blu "

## Tracce
Testi e musiche di Max Pezzali.
1. Io ci sarò – 4:38

## Formazione
- Max Pezzali – voce
- Matteo Salvadori – chitarra
- Roberto Melone – basso
- Eugenio Mori – batteria

Archi
La sezione degli archi, arrangiata dal maestro Alberto Tafuri, è composta da:
- Lorenzo Amadasi
- Giuseppe Ambrosini
- Anna Maria Gallingani
- Andrea Pellegrini
- Bruno Rondinella
- Andrea Ruffilli
- Francesca Ruffilli
- Roberta Ruffilli